# 테일러스 대학교
테일러스 대학교(영어: Taylor's University, 중국어: 泰莱大学)는 말레이시아 수방자야에 있는 사립 대학교이다. 1969년에 개교했으며 2006년과 2010년에 각각 컬리지 부문 및 대학 부문에서 수상을 타기도 했었다. 파운데이션(고3), 디플로마, 디그리, 졸업후과정(post-graduate), 전문교육(professional programmes)의 5단계의 교육시스템을 제공하고 있다. 말레이시아 최고의 대학이 말라야 대학교(UM)임에도 불구하고, 말레이시아인들이 가장 선호하는 대학교로 뽑히고 있다.
이 대학교는 테일러스 컬리지, 가든국제학교, 스리가든국제학교, 호주인국제학교 말레이시아, 푸트라자야 넥서스 국제학교, 싱가포르 넥서스 국제학교 및 테일러 국제학교와 함께 테일러스 교육그룹의 일원이다.